# Láser de iones

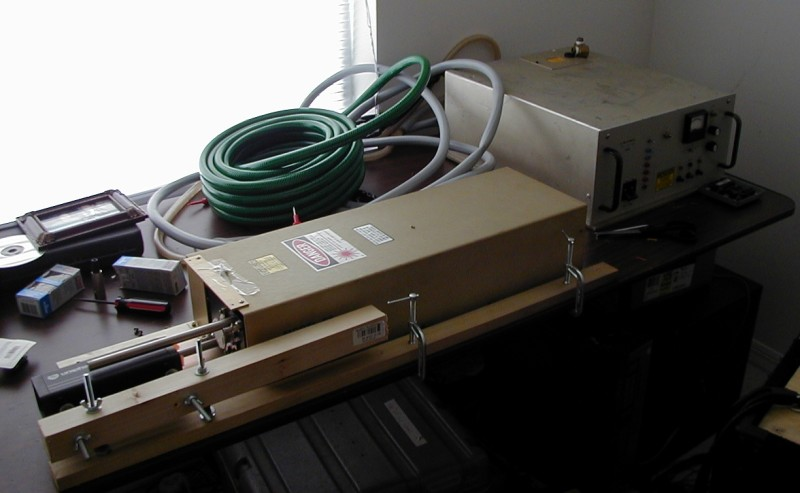
Uniphase HeNe de 1 mW en el equipo de alineación (izquierda) y láser de iones de argón Lexel 88 de 2 W (centro) con fuente de alimentación (derecha). En la parte trasera hay mangueras para la refrigeración por agua.

Un láser de iones es un láser de gas que utiliza un gas ionizado como medio láser. Al igual que otros láseres de gas, los láseres de iones presentan una cavidad sellada que contiene el medio láser y espejos que forman un resonador Fabry-Pérot. A diferencia de los láseres de helio-neón, las transiciones de nivel de energía que contribuyen a la acción del láser proceden de los iones. Debido a la gran cantidad de energía necesaria para excitar las transiciones iónicas empleadas en los láseres iónicos, la corriente requerida es mucho mayor, por lo que todos los láseres iónicos, salvo los más pequeños, se refrigeran con agua. Un pequeño láser iónico refrigerado por aire puede producir, por ejemplo, 130 milivatios de luz de salida con una corriente de tubo de unos 10 amperios y una tensión de 105 voltios. Dado que un amperio por un voltio es un vatio, se trata de una potencia eléctrica de entrada de aproximadamente un kilovatio. Restando la (deseable) salida de luz de 130 mW de la potencia de entrada, queda una gran cantidad de calor residual de casi un kilovatio. El sistema de refrigeración debe disiparlo. En otras palabras, la eficiencia energética es muy baja.

## Tipos

### Láser de criptón
Un láser de criptón es un láser de iones que utiliza iones del gas noble criptón como medio de ganancia. El bombeo del láser se realiza mediante una descarga eléctrica. Los láseres de criptón se utilizan mucho en investigación científica, y en usos comerciales, cuando el criptón se mezcla con argón, se crea un láser de "luz blanca", útil para espectáculos de luz láser. Los láseres de criptón también se utilizan en medicina (por ejemplo, para la coagulación de la retina), para la fabricación de hologramas de seguridad y para muchos otros fines.
Los láseres de criptón pueden emitir luz visible cercana a varias longitudes de onda diferentes, comúnmente 406,7 nm, 413,1 nm, 415,4 nm, 468,0 nm, 476,2 nm, 482,5 nm, 520,8 nm, 530,9 nm, 568,2 nm, 647,1 nm y 676,4 nm.

### Láser de argón

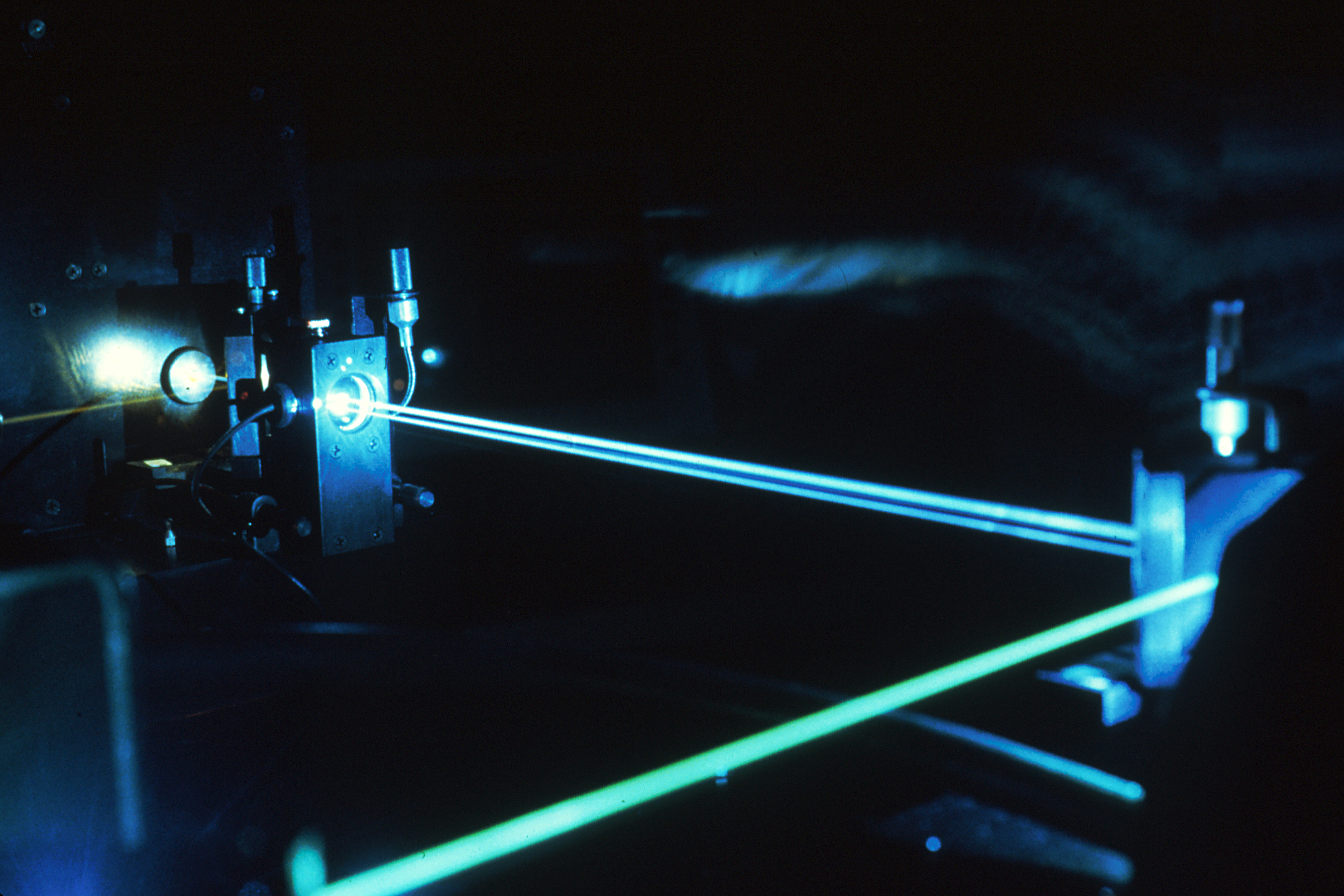
Este láser de iones de argón emite luz azul-verde a 488 y 514 nm

El láser de iones de argón fue inventado en 1964 por William Bridges en Hughes Aircraft Company y pertenece a la familia de láseres de iones que utilizan un gas noble como medio activo.
Los láseres de iones de argón se utilizan para la fototerapia retiniana (para el tratamiento de la diabetes , la litografía y el bombeo de otros láseres. Los láseres de iones de argón emiten a 13 longitudes de onda a través de los espectros visible y ultravioleta, que incluyen: 351.1 nm, 363,8 nm, 454,6 nm, 457,9 nm, 465,8 nm, 476,5 nm, 488,0 nm, 496,5 nm, 501.7 nm, 514,5 nm, 528,7 nm y 1092,3 nm. Sin embargo, las longitudes de onda más utilizadas se encuentran en la región azul-verde del espectro visible. Estas longitudes de onda pueden utilizarse en comunicaciones submarinas porque el agua de mar es bastante transparente en este rango de longitudes de onda.

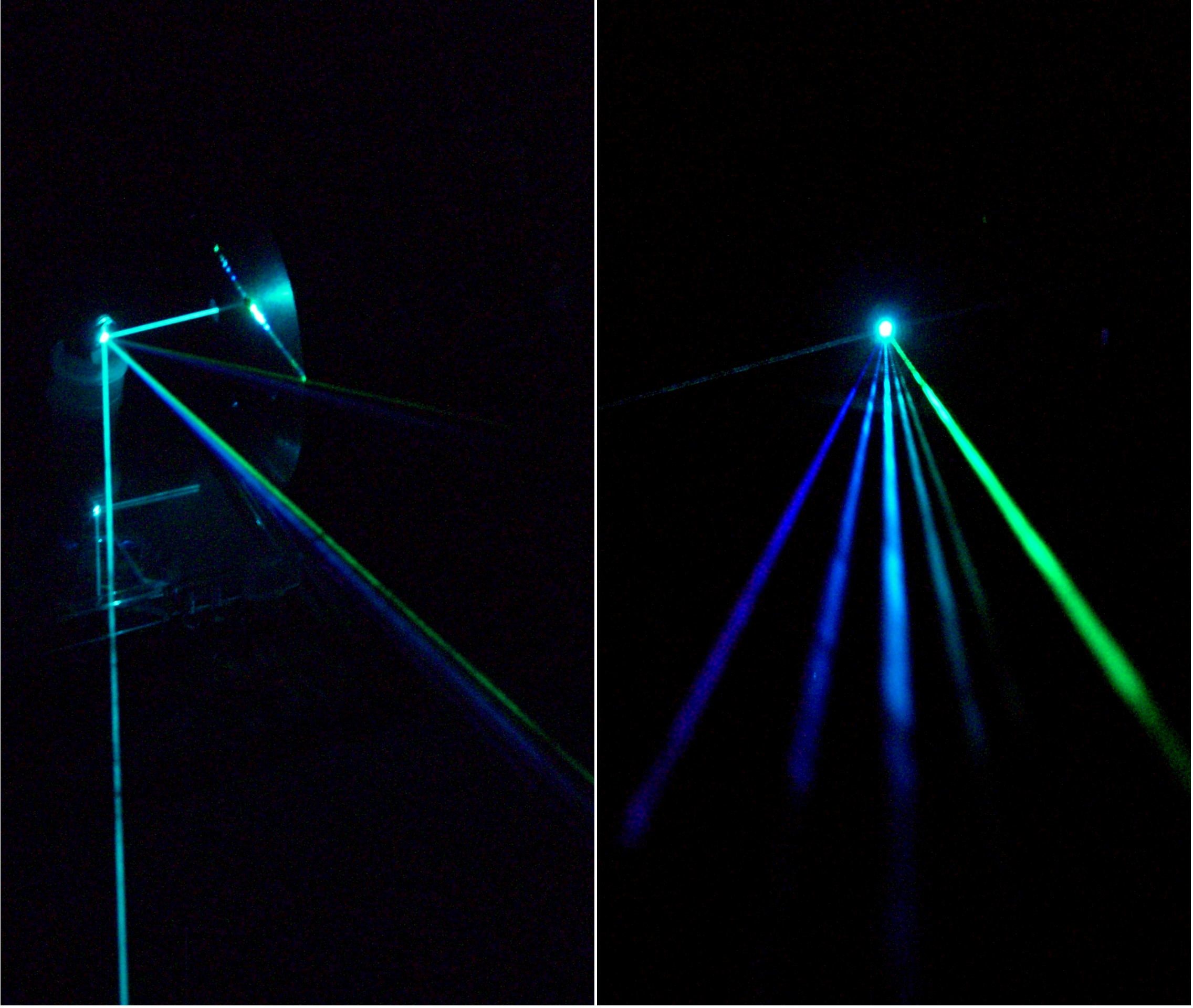
Un haz láser de argón compuesto por varios colores (longitudes de onda) incide en una rejilla de espejo de difracción de silicio y se separa en varios haces, uno para cada longitud de onda (de izquierda a derecha): 458 nm, 476 nm, 488 nm, 497 nm, 502 nm y 515 nm

Los láseres comunes de argón y criptón son capaces de emitir una potencia de onda continua (OC) de varios milivatios a decenas de vatios. Sus tubos suelen estar fabricados con campanas finales de níquel, juntas metal-cerámica de kovar, cerámica de óxido de berilio o discos de tungsteno montados sobre un disipador térmico de cobre en un revestimiento cerámico. Los primeros tubos eran de cuarzo simple, seguidos por los de cuarzo con discos de grafito. En comparación con los láseres de helio-neón, que sólo requieren unos pocos miliamperios de corriente de entrada, la corriente utilizada para bombear el láser de argón es de varios amperios, ya que el gas tiene que ser ionizado. El tubo del láser de iones produce mucho calor residual, por lo que estos láseres requieren una refrigeración activa.
El plasma de ion-láser de gas noble típico consiste en una descarga incandescente de alta densidad de corriente en un gas noble en presencia de un campo magnético. Las condiciones típicas del plasma de onda continua son densidades de corriente de 100 a 2000 A/cm2, diámetros de tubo de 1,0 a 10 mm, presiones de llenado de 0,1 a 1,0 Torr (0,0019 a 0,019 psi) y un campo magnético axial del orden de 1000 gauss.
William R. Bennett, coinventor del primer láser de gas (el láser de helio-neón), fue el primero en observar los efectos espectrales de quemado de agujeros en los láseres de gas y creó la teoría de los efectos de "quemado de agujeros" en la oscilación láser. Fue codescubridor de los láseres que utilizan la excitación por impacto de electrones en cada uno de los gases nobles, la transferencia de excitación disociativa en el láser de neón-oxígeno (el primer láser químico) y la excitación por colisión en varios láseres de vapor metálico.

### Otros tipos disponibles comercialmente
- Ar/Kr: una mezcla de argón y criptón puede dar como resultado un láser con longitudes de onda de salida que aparecen como luz blanca.
- Helio-cadmio: emisión de láser azul a 442 nm y ultravioleta a 325 nm.
- Vapor de cobre: emisión amarilla y verde a 578 nm y 510 nm.

### Experimentales
- Xenón[5]
- Yodo[6]
- Oxígeno[7]

## Aplicaciones
- Microscopía de escaneo láser confocal
- Quirúrgico
- medicina láser
- Tipógrafos de alta velocidad
- Espectáculos de luz láser
- Secuenciadores de ADN
- Experimentos de espectroscopia
- Bombeo de láseres de colorante[8]
- Inspección de obleas de semiconductores
- Litografía de PCB de alta densidad de escritura directa
- Producción de rejillas de fibra de Bragg
- Los modelos de longitud de coherencia larga pueden utilizarse para la holografía